# Felice Gajo
Felice Gajo (Canegrate, 7 luglio 1861 – Parabiago, 31 dicembre 1935) è stato un imprenditore e politico italiano, Senatore del Regno dal 1934.

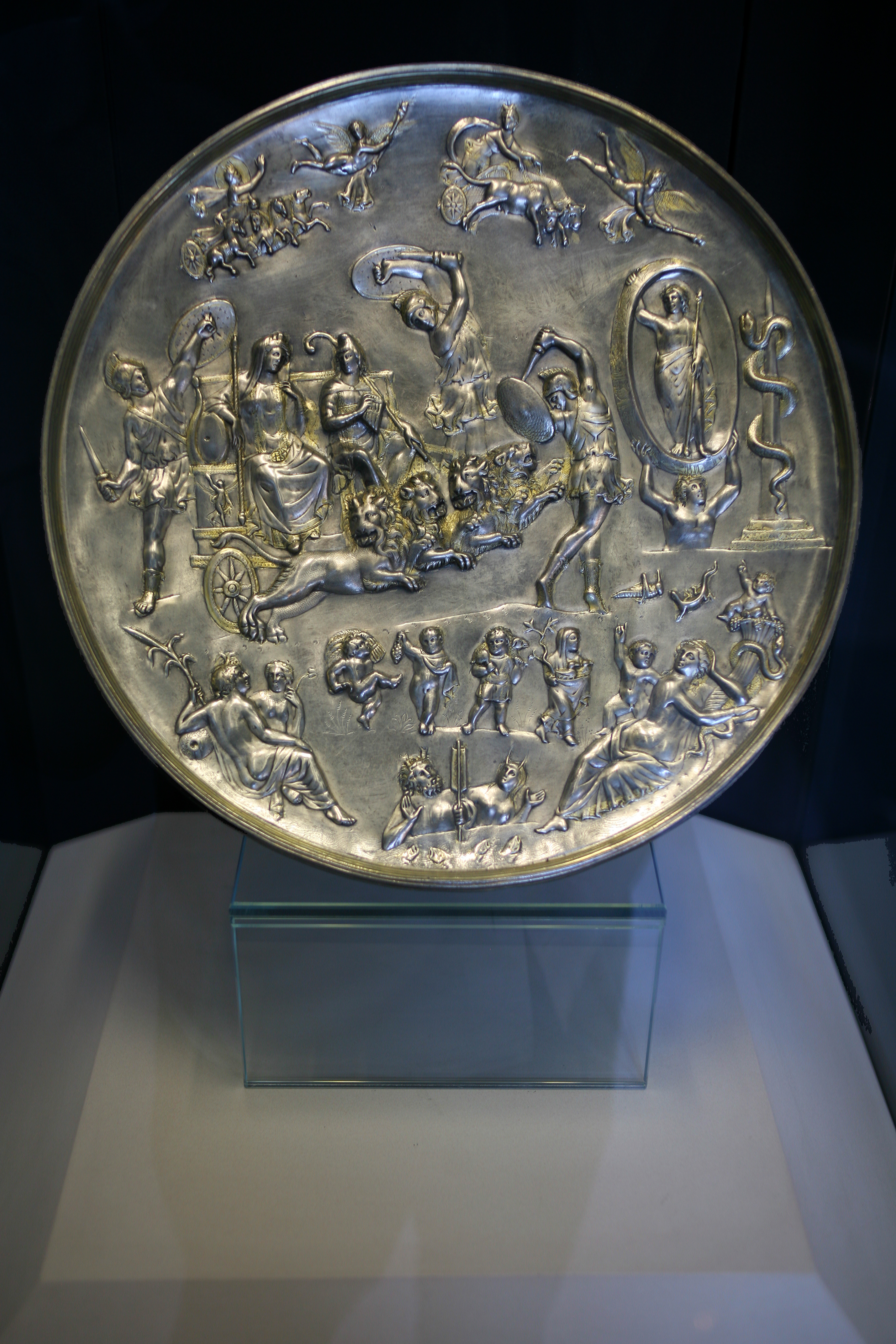
La patera di Parabiago, che è risalente al IV secolo e che è stata rinvenuta nell'omonima località durante gli scavi di Villa Gajo, residenza parabiaghese del senatore Gajo. È oggi conservata presso il Civico museo archeologico di Milano

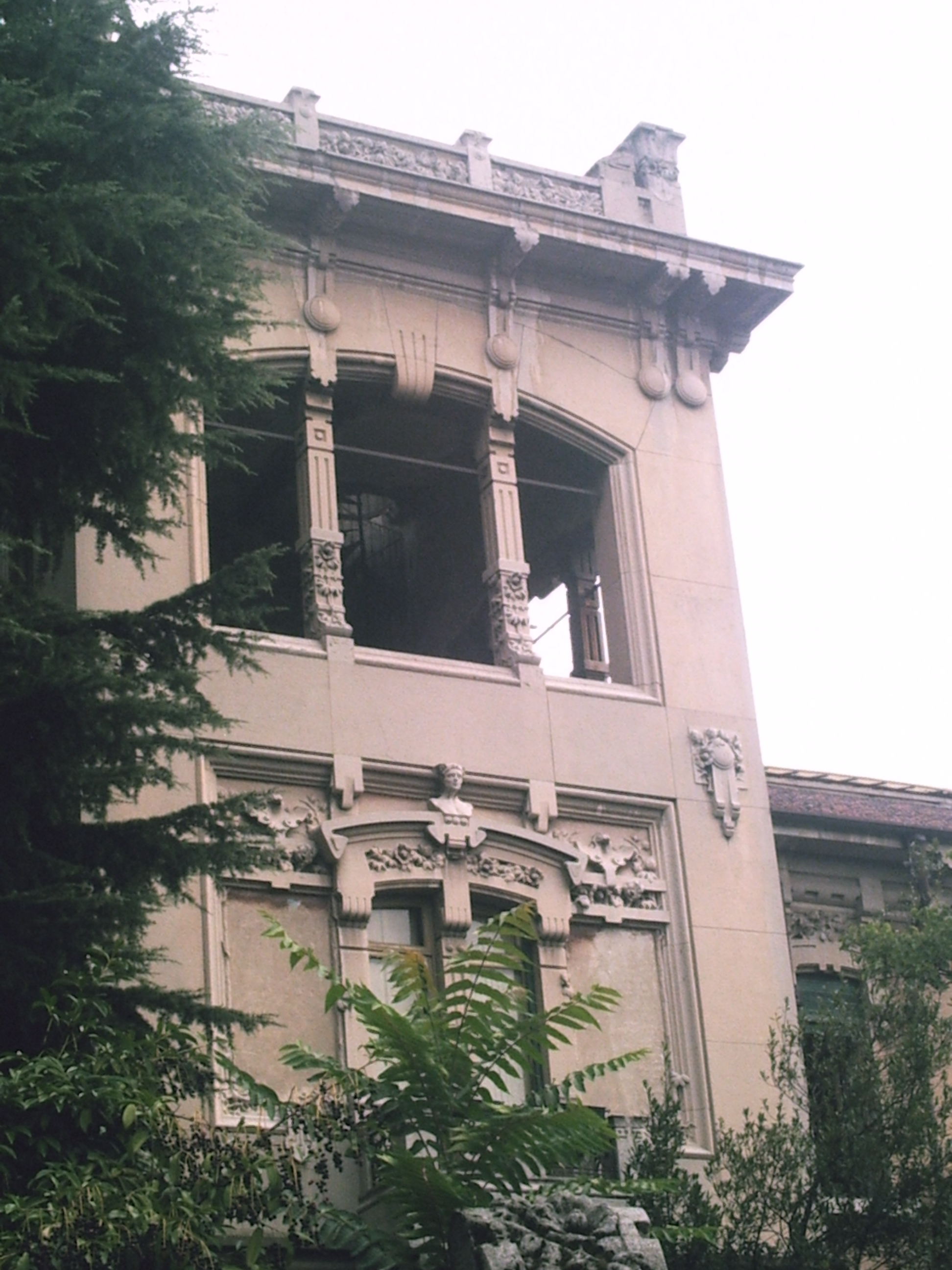
Particolare della residenza parabiaghese dell'industriale.

È ricordato tra le altre cose come scopritore della Patera di Parabiago, importante reperto archeologico del periodo imperiale Romano: ritrovata nel 1907, durante gli scavi di Villa Gajo, sua residenza parabiaghese, rimase da lui gelosamente custodita in casa, fino alla sua morte.

## Biografia

### I primi anni
Nato a Canegrate il 5 novembre 1861, Felice Gajo era figlio di Natale e di sua moglie, Amalia Taglioretti. I genitori erano entrambi indicati come possidenti sul suo atto di battesimo. Avviato agli studi, li interruppe per gettarsi nel settore dell'industria tessile, che all'epoca trovava in Lombardia terreno fertile per il suo sviluppo. Divenne così dapprima operaio in una piccola tessitura locale, poi magazziniere al Cotonificio Candiani e successivamente viaggiatore per varie ditte di Busto Arsizio, acquisendo una notevole esperienza nel campo dei prodotti tessili e dei mercati ed essi connessi. 
Prestato il servizio militare, nel quale raggiunse il grado di sergente maggiore, riprese il suo lavoro in giro per l'Italia.

### Genio imprenditoriale

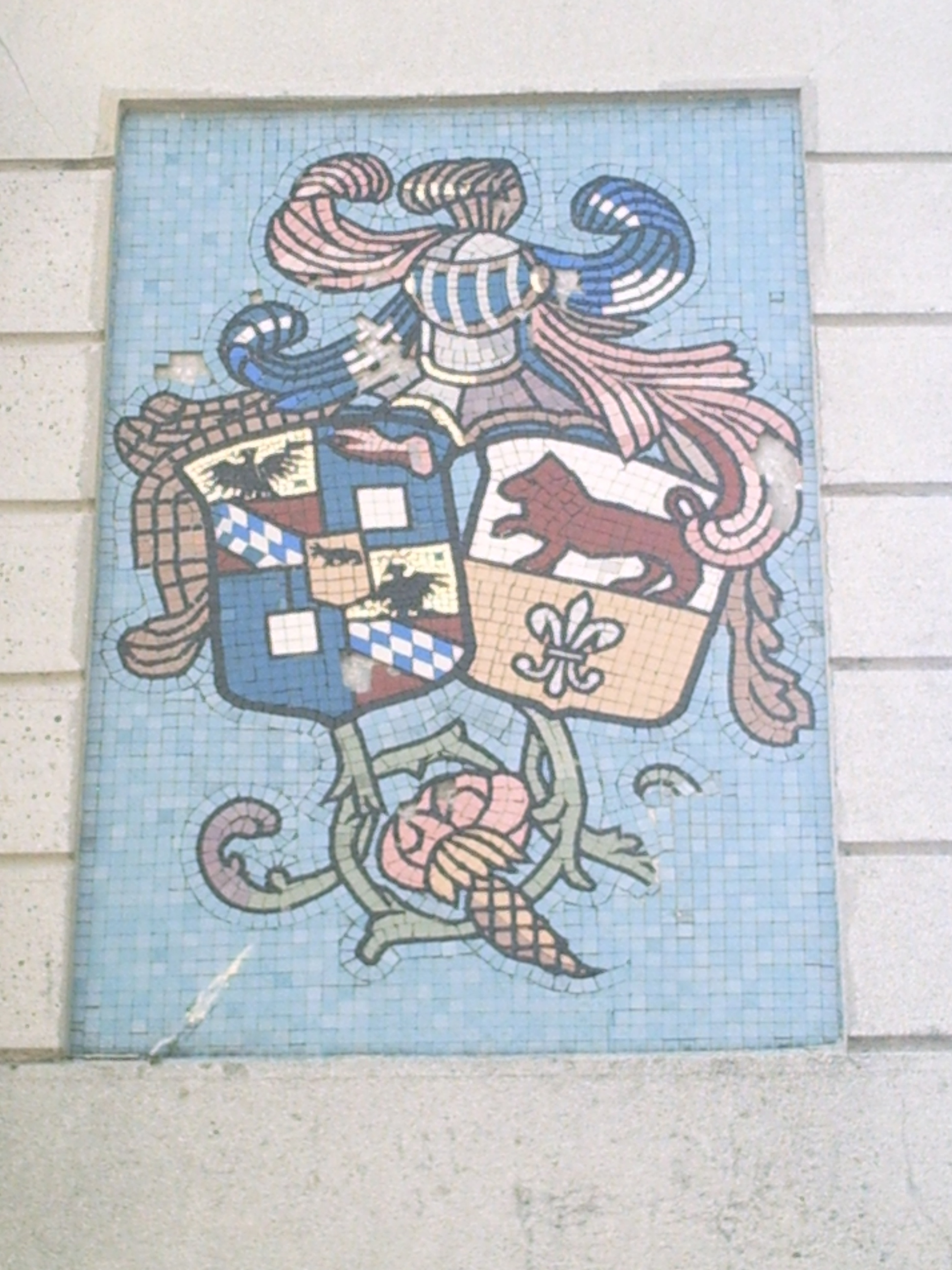
Stemmi delle famiglie Lampugnani (a sinistra) e Gajo (a destra).

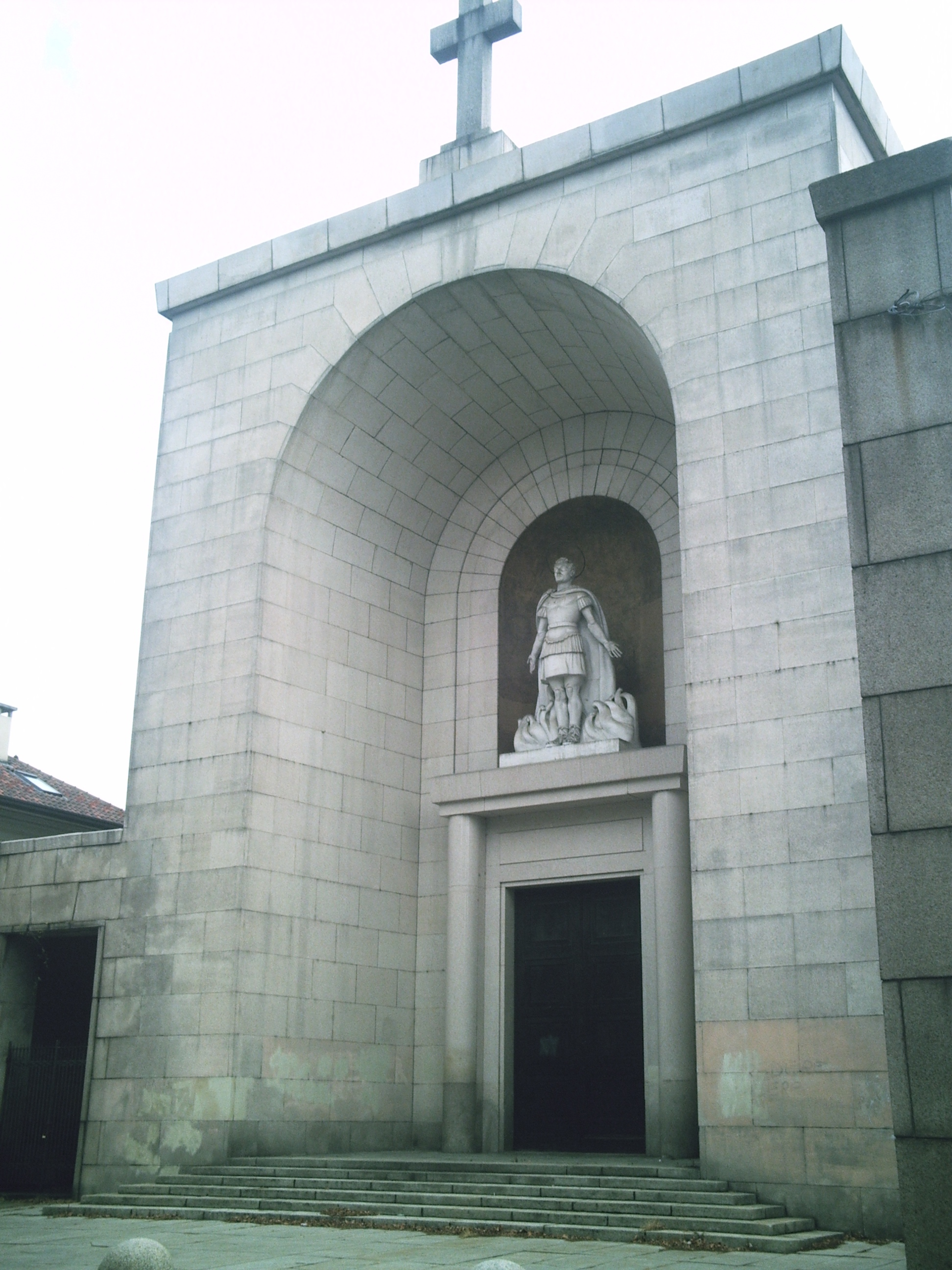
Facciata del Santuario di San Felice

Dopo aver sposato la ricca possidente legnanese Ida Lampugnani, nel 1898 Felice Gajo decise di abbandonare il suo primo lavoro, per associarsi all'ing. Adolfo Lampugnani, suo cognato, e dedicarsi così allo sviluppo della ditta tessile di famiglia a Villastanza, frazione di Parabiago. Poco a poco le sue capacità imprenditoriali, lo portano a fondare altre filiali a Nerviano, Sant'Ilario di Nerviano, San Lorenzo di Parabiago, Cantalupo e Pogliano, dando lavoro esclusivamente ad operai locali.
Verso il 1900 acquista il cotonificio Gadda di Parabiago, trasformando la ditta in Manifatture Riunite. In breve tempo incorporò il Cotonificio Muggiani di Rho, e con altri stabilimenti a Busto Arsizio, Trecate e Verbania (frazioni di Intra e Possaccio), ribattezzò l'intera impresa Unione Manifatture di Parabiago, assorbendo poi anche una filatura a Trobaso (frazione di Verbania).
Il grande successo imprenditoriale del Gajo fu dovuto essenzialmente alla grande intuizione di aver acquisito completamente tutti i passaggi dell'industria cotoniera dell'area, dalla produzione, alla filatura sino alla stamperia dei tessuti. La nuova società creata trovò quindi facile mercato anche presso la Borsa di Milano.

### Vita politica
Negli anni Gajo partecipò attivamente anche alla vita politica del paese di adozione, divenendo infatti a più riprese sindaco (1900-1901, 1903-1906 e 1923-1926) e potestà (1927-1935) di Parabiago. Durante le sue legislazioni, riuscì ad attuare svariate opere urbanistiche ed architettoniche in città. Fu lui, assieme alla moglie, a donare una cappelletta monumentale al cimitero del capoluogo comunale (1927), dedicata ai caduti della prima guerra mondiale, successivamente anche della seconda.
Dal 1934 divenne Senatore del Regno.
Alla sua morte (31 dicembre 1935), lasciò come legato testamentario alla moglie la costruzione del Santuario di San Felice (1940-1946) e di un ricovero per anziani.